# Verbenaceae

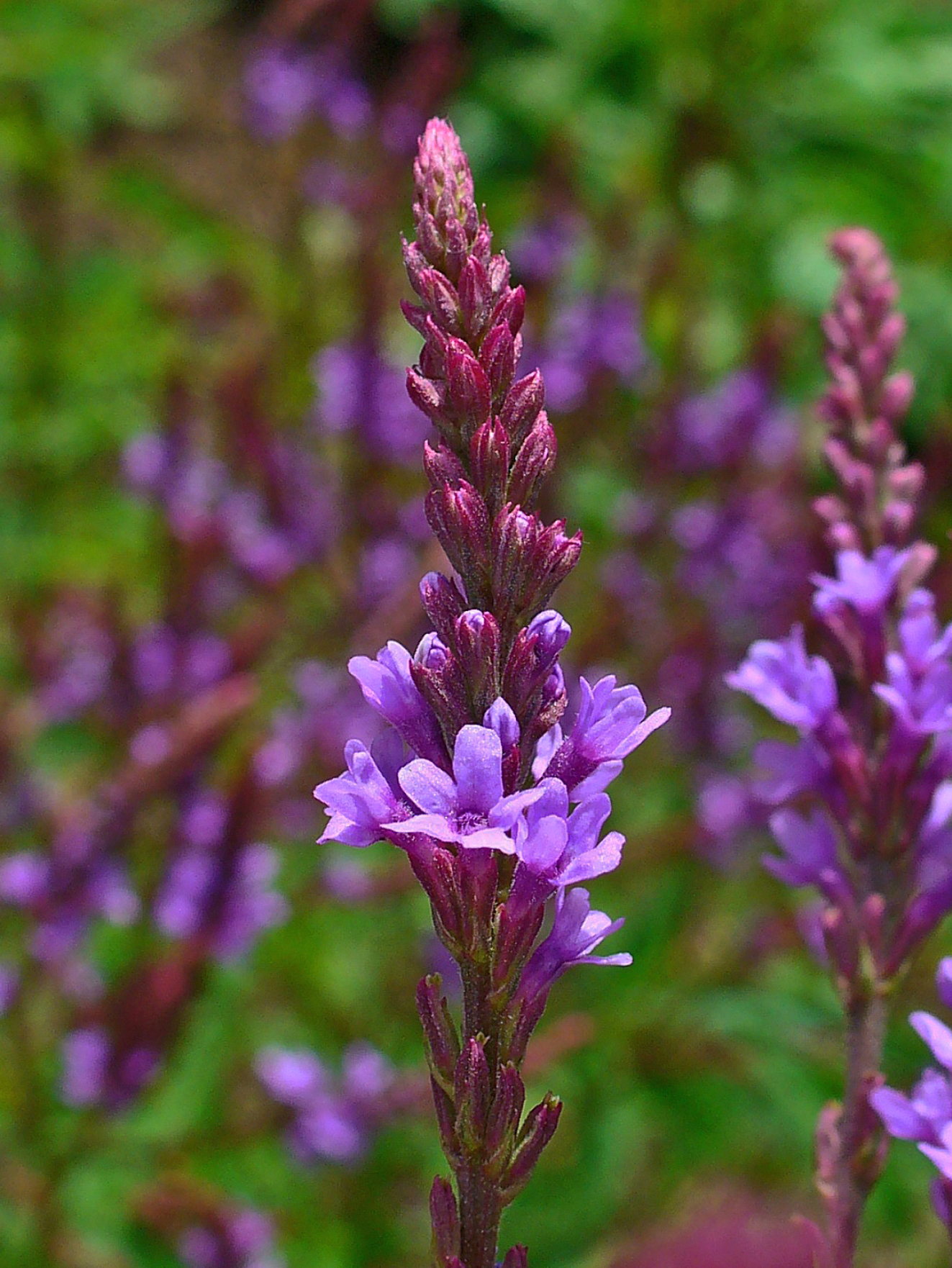
Verbena hastata

Verbenaceae  é uma família com 34 gêneros e 1.035 espécies catalogados.  O Brasil reúne a maior riqueza da família, com 16 gêneros e 279 espécies, sendo 181 endêmicas. Possuem tricomas que secretam óleos essenciais de grande valor medicinal. Os gêneros Lippia e Priva são utilizadas na medicina tradicional e fornecem óleos essenciais. Já os gêneros Duranta, Lantana, Petraea, Stachytarpheta, Verbena e Glandularia são usados como plantas ornamentais.

## Hábitos
Podem ser trepadeiras, lianas, arbustos ou árvores. Há ocorrência de herbáceas anuais. Habitam as regiões dos trópicos e do temperado quente.

## Filotaxia[3]
O caule geralmente é quadrado em sua secção transversal e podem ter acúleos ou espinhos; muitas apresentam iridóides. Há presença de pêlos simples, glandulares, com óleos aromáticos (incluindo terpenóides) e de não-glandulares; geralmente unicelulares, às vezes calcificados ou silicificados.
As folhas apresentam-se opostas ou verticiladas, simples, podem ser lobadas, inteiras ou serreadas, com venação peninérvea; sem estípulas.
As inflorescências são indeterminadas, formando racemos, espigas ou glomérulos, terminais ou axilares. As flores são bissexuais bilaterais com 5 sépalas conatas, o cálice varia do tubuloso ao campanulado, persistente, e pode expandir-se no fruto. Ocorre protandria, o que possibilita a fecundação cruzada. Possuem 5 pétalas (algumas vezes parece 4 devido à fusão do par superior), também conatas, e com a corola ligeiramente bilabiada, com lobos imbricados. Estão presentes 4 estames didínamos; os filetes são adnatos à corola, os grãos de pólen geralmente tricolpados, com a exina mais espessa próximo das aberturas. Os 2 carpelos são conatos. O ovário é súpero, sem lobos a +- 4-lobado, 2-locular, mas parecendo 4-locular devido ao desenvolvimento de falsos septos. As vezes tem 1 carpelo suprimido e o ovário parecendo 2-locular, com placentação axial; O estilete terminal não é dividido no ápice; e o estigma geralmente é 2-lobado, visível, com tecido receptivo bem desenvolvido. Cada carpelo dispõe de 2 óvulos  (isto é, 1 em cada lóculo aparente), marginalmente inseridos (diretamente na margem dos falsos septos), com 1 tegumento e megasporângio de parede fina. Possui disco nectarífero. Fruto do tipo drupa com 2 ou 4 caroços (único e 2-lobado em Lantana) ou esquizocarpo dividindo-se em 2-4 núculas; não há endosperma. Fórmula floral X,K 5, C 2+3, A2+2,G2;drupa, 4 núculas.

## Relações filogenéticas
Com base em caracteres morfológicos e sequências de rbcL este é considerado um grupo monofilético. Distinguem as Verbenaceae das Lamiaceae os racemos indeterminados, espigas ou glomérulos; óvulos localizados nas extremidades dos falsos septos; estilete simples com estigma bilobado;  exina do pólen mais espessa perto das aberturas e pêlos não-glandulares. As flores  geralmente são menos bilabiadas e o estilete em Verbeneceae é exclusivamente terminal, enquanto em Lamiaceae varia de terminal a ginobásico.

## Ocorrência no Brasil
As espécies estão amplamente distribuídas, aparecendo em diversas formações vegetais, como: Área Antrópica, Caatinga (stricto sensu), Campinarana, Vegetação de altitude, Campos de altitude, Campo de Várzea, Campo Limpo, Campos rupestres, Carrasco da Caatinga, Cerrado (lato sensu), Floresta Ciliar ou Galeria, Floresta de Igapó, Floresta de várzea, Floresta de terra firme, Floresta estacional decidual, Floresta estacional semidecidual, Floresta ombrófila (= Floresta Pluvial), Floresta ombrófila mista, Palmeiral, Restinga,  Savana amazônica.
Os gêneros mais representativos na flora brasileira são Lippia L., com 81 espécies, sendo 59 endêmicas, e Stachytarpheta Vahl, representado por 81 espécies, 75 endêmicas, ambos com maior riqueza nos cerrados e campos rupestres do Planalto Central e Cadeia do Espinhaço. Aloysia P. está representado por cerca de 30 espécies, Lantana L. está representado por 22 espécies na flora brasileira, das quais 12 são endêmicas.

## Gêneros
- Acantholippia
- Aloysia
- Baillonia
- Bouchea
- Casselia
- Castorea
- Chascanum
- Citharexylum
- Coelocarpum
- Dipyrena
- Duranta
- Glandularia
- Hierobotana
- Junellia
- Lampayo
- Lantana
- Lippia
- Mulguraea
- Nashia
- Neosparton
- Obletia
- Parodianthus
- Petrea
- Phyla
- Pitraea
- Plexipus
- Priva
- Recordia
- Rehdera
- Rhaphithamnus
- Stachytarpheta
- Tamonea
- Urbania
- Valerianoides
- Verbena
- Verbenoxylum
- Xeroaloysia
- Xolocotzia